# 堀直方 (左京亮)
堀 直方（ほり なおかた）は、越後村松藩の第7代藩主。直寄系支流堀家7代当主。官位は従五位下、左京亮。

## 経歴
村松藩嫡子だった直泰の嫡男として生誕。安永8年（1779年）、父が死去したため家督は叔父・堀直教が継いだが、その養子となる。寛政7年（1795年）、直教の隠居により藩主に就任した。しかし、享和2年（1802年）に次男・直庸に家督を譲って隠居した。3年後の文化2年（1805年）に死去した。

## 系譜
父母
- 堀直泰（実父）
- 堀直教（養父）

正室
- 木下俊胤の娘 ー 戸田忠寛の養女

子女
- 堀直庸（次男）
- 堀直央（三男）
- サヨ ー 柳生俊豊正室